# دوست من لئونارد
دوست من لئونارد (انگلیسی: My Friend Leonard) عنوان کتابی است از جیمز فری نویسنده آمریکایی که در ژوئن ۲۰۰۵ توسط انتشارات راندوم هاوس منتشر گردید